# Stazione di Takahata
La Stazione di Takahata (高畠駅?, Takahata-eki) è una stazione ferroviaria di Takahata, nella prefettura di Yamagata nella regione del Tōhoku.

## Linee
- East Japan Railway Company
  - ■ Yamagata Shinkansen
  - ■ Linea principale Ōu